# Liste der Stationen der S-Bahn Dresden

Netzplan der S-Bahn Dresden

Die Liste der Stationen der S-Bahn Dresden führt alle aktuellen Stationen der S-Bahn Dresden auf.
Das S-Bahn-Netz Dresden umfasst aktuell 56 Stationen auf vier Linien. Die Stationen verteilen sich auf die Stadt Dresden (18 Stationen) sowie auf die Landkreise Sächsische Schweiz-Osterzgebirge (19 Stationen), Meißen (9 Stationen), Bautzen (7 Stationen) und Mittelsachsen (3 Stationen).

## Legende
- Station: In dieser Spalte befindet sich der offizielle Name des Bahnhofes und die Abkürzung laut Betriebsstellenverzeichnis.
- Eröffnung: In dieser Spalte ist das Eröffnungsdatum des Bahnhofes verzeichnet.
- Beginn des S-Bahnbetriebes: In dieser Spalte ist das Datum des Beginns des S-Bahnbetriebes genannt.
- Linien: In dieser Spalte befinden sich die an der Station haltenden S-Bahn-Linien.
- Art: Diese Spalte beschreibt die Art der Station. Folgende Abkürzungen sind möglich:
  - Bf: Bahnhof
  - Hp: Haltepunkt
  - Bft: Bahnhofsteil
- Gl.: Diese Spalte beinhaltet die Gleisanzahl, die an der Station von der S-Bahn genutzt werden.
- Bahnsteighöhe.: In dieser Spalte befindet sich die Höhe der Bahnsteige.
- FV: Umsteigemöglichkeit zum Schienenpersonenfernverkehr
- RV: Umsteigemöglichkeit zum Regionalverkehr
- Tram: Umsteigemöglichkeit zur Straßenbahn Dresden
- Stadt/Gemeinde (Landkreis): Die Station liegt in der folgenden Stadt oder der Gemeinde. In Klammern ist der Landkreis angegeben. Bei Stationen, die in Dresden liegen, wird zudem der Stadtteil angegeben.
- Bild: In dieser Spalte befindet sich ein Bild der Station.

## Stationsübersicht
| Station                    | Eröffnung     | Beginn des S-Bahn-Betriebes | Linien          | Art | Gl. | Bahn- steig- höhe | FV   | RV   | Tram | Bus | Fähre | Stadt/Gemeinde (Landkreis)                                                   | Bild                                     |
| -------------------------- | ------------- | --------------------------- | --------------- | --- | --- | ----------------- | ---- | ---- | ---- | --- | ----- | ---------------------------------------------------------------------------- | ---------------------------------------- |
| Bad Schandau               | 1. Juli 1877  | 31. Mai 1992                | S 1             | Bf  | 4   | 55 cm             | FV   | RV   |      | Bus | Fähre | Bad Schandau (Landkreis Sächsische Schweiz-Osterzgebirge)                    | Bad Schandau                             |
| Coswig (b Dresden)         | 1. Dez. 1860  | 31. Mai 1992                | S 1             | Bf  | 5   | 55 cm             |      | RV   |      | Bus |       | Coswig (Landkreis Meißen)                                                    | Coswig (b Dresden)                       |
| Dresden Bischofsplatz      | 18. März 2016 | 20. März 2016               | S 1             | Bft | 2   | 55 cm             |      |      | Tram |     |       | Dresden-Leipziger Vorstadt                                                   | Dresden Bischofsplatz                    |
| Dresden-Dobritz            | 1. Juli 1971  | 31. Mai 1992                | S 1 S 2         | Hp  | 2   | 55 cm             |      | (RV) | Tram | Bus |       | Dresden-Dobritz                                                              | Dresden-Dobritz                          |
| Dresden Flughafen          | 25. März 2001 | 25. März 2001               | S 2             | Bft | 2   | 55 cm             |      |      |      | Bus |       | Dresden-Klotzsche                                                            | Dresden Flughafen                        |
| Dresden Freiberger Straße  | 12. Dez. 2004 | 12. Dez. 2004               | S 1 S 2         | Bft | 2   | 55 cm             |      |      | Tram |     |       | Dresden-Wilsdruffer Vorstadt                                                 | Dresden Freiberger Straße                |
| Dresden Grenzstraße        | 1966          | 25. März 2001               | S 2             | Bft | 2   | 55 cm             |      |      |      | Bus |       | Dresden-Klotzsche                                                            | Dresden Grenzstraße                      |
| Dresden Hauptbahnhof       | 23. Apr. 1898 | 31. Mai 1992                | S 1 S 2 S 3 S 8 | Bft | 14  | 55 cm             | FV   | RV   | Tram | Bus |       | Dresden-Seevorstadt                                                          | Dresden Hauptbahnhof                     |
| Dresden Industriegelände   | 25. März 2001 | 25. März 2001               | S 2 S 8         | Hp  | 2   | 55 cm             |      | RV   | Tram |     |       | Dresden-Albertstadt                                                          | Dresden Industriegelände                 |
| Dresden-Klotzsche          | 1. Sep. 1875  | 25. März 2001               | S 2 S 8         | Bf  | 4   | 76 cm / 55 cm     |      | RV   |      | Bus |       | Dresden-Klotzsche                                                            | Dresden-Klotzsche                        |
| Dresden Mitte              | 1. Okt. 1897  | 31. Mai 1992                | S 1 S 2 S 8     | Bft | 4   | 55 cm             |      | RV   | Tram | Bus |       | Dresden-Friedrichstadt/ Wilsdruffer Vorstadt                                 | Dresden Mitte                            |
| Dresden-Neustadt           | 1. März 1901  | 31. Mai 1992                | S 1 S 2 S 8     | Bft | 8   | 55 cm             | FV   | RV   | Tram | Bus |       | Dresden-Leipziger Vorstadt                                                   | Dresden-Neustadt                         |
| Dresden-Niedersedlitz      | 1. Dez. 1877  | 31. Mai 1992                | S 1 S 2         | Bft | 2   | 55 cm             |      | (RV) | Tram | Bus |       | Dresden-Niedersedlitz                                                        | Dresden-Niedersedlitz                    |
| Dresden-Plauen             | 5. Jan. 1926  | 31. Mai 1992                | S 3             | Hp  | 2   | 55 cm             |      | RV   |      | Bus |       | Dresden-Plauen                                                               | Dresden-Plauen                           |
| Dresden-Pieschen           | 1. Mai 1902   | 31. Mai 1992                | S 1             | Hp  | 2   | 55 cm             |      |      |      | Bus |       | Dresden-Pieschen                                                             | Dresden-Pieschen                         |
| Dresden-Reick              | 7. Mai 1906   | 31. Mai 1992                | S 1 S 2         | Bf  | 2   | 55 cm             |      | (RV) |      | Bus |       | Dresden-Reick                                                                | Dresden-Reick                            |
| Dresden-Strehlen           | 3. Juli 1902  | 31. Mai 1992                | S 1 S 2         | Hp  | 2   | 55 cm             |      | (RV) | Tram | Bus |       | Dresden-Strehlen                                                             | Dresden-Strehlen                         |
| Dresden-Trachau            | 1. Mai 1902   | 31. Mai 1992                | S 1             | Hp  | 2   | 55 cm             |      |      | Tram | Bus |       | Dresden-Trachau                                                              | Dresden-Trachau                          |
| Dresden-Zschachwitz        | 1. Juli 1918  | 31. Mai 1992                | S 1 S 2         | Bft | 2   | 55 cm             |      | (RV) |      |     |       | Dresden-Sporbitz                                                             | Dresden-Zschachwitz                      |
| Edle Krone                 | 11. Aug. 1862 | 9. Dez. 2007                | S 3             | Hp  | 2   | 55 cm             |      | RV   |      | Bus |       | Klingenberg (Landkreis Sächsische Schweiz-Osterzgebirge)                     | Edle Krone                               |
| Freiberg (Sachs)           | 11. Aug. 1862 | 9. Dez. 2007                | S 3             | Bf  | 4   | 55 cm             | (FV) | RV   |      | Bus |       | Freiberg (Landkreis Mittelsachsen)                                           | Freiberg (Sachs)                         |
| Freital-Deuben             | 28. Juni 1855 | 31. Mai 1992                | S 3             | Bf  | 2   | 55 cm             |      | RV   |      | Bus |       | Freital-Deuben (Landkreis Sächsische Schweiz-Osterzgebirge)                  | Freital-Deuben                           |
| Freital-Hainsberg          | 18. Juni 1855 | 31. Mai 1992                | S 3             | Hp  | 2   | 55 cm             |      | RV   |      | Bus |       | Freital-Hainsberg (Landkreis Sächsische Schweiz-Osterzgebirge)               | Freital-Hainsberg                        |
| Freital-Hainsberg West     | 25. Sep. 1977 | 31. Mai 1992                | S 3             | Hp  | 2   | 55 cm             |      | RV   |      | Bus |       | Freital-Coßmannsdorf (Landkreis Sächsische Schweiz-Osterzgebirge)            | Freital-Hainsberg West                   |
| Freital-Potschappel        | 18. Juni 1855 | 31. Mai 1992                | S 3             | Bf  | 2   | 55 cm             |      | RV   |      | Bus |       | Freital-Potschappel (Landkreis Sächsische Schweiz-Osterzgebirge)             | Freital-Potschappel                      |
| Heidenau                   | 1. Aug. 1848  | 31. Mai 1992                | S 1 S 2         | Bf  | 6   | 55 cm             |      | RV   |      | Bus |       | Heidenau (Landkreis Sächsische Schweiz-Osterzgebirge)                        | Heidenau                                 |
| Heidenau-Süd               | 1. Okt. 1905  | 31. Mai 1992                | S 1 S 2         | Hp  | 2   | 55 cm             |      |      |      | Bus |       | Heidenau-Süd (Landkreis Sächsische Schweiz-Osterzgebirge)                    | Hp Heidenau-Süd                          |
| Heidenau-Großsedlitz       | 1. Aug. 1848  | 31. Mai 1992                | S 1 S 2         | Hp  | 2   | 55 cm             |      |      |      |     |       | Heidenau-Großsedlitz (Landkreis Sächsische Schweiz-Osterzgebirge)            |                                          |
| Klingenberg-Colmnitz       | 1862          | 9. Dez. 2007                | S 3             | Bf  | 2   | 55 cm             |      | RV   |      | Bus |       | Klingenberg (Landkreis Sächsische Schweiz-Osterzgebirge)                     | Klingenberg-Colmnitz                     |
| Königstein (Sächs Schweiz) | 9. Mai 1850   | 31. Mai 1992                | S 1             | Hp  | 2   | 55 cm             |      | (RV) |      |     |       | Königstein (Sächsische Schweiz) (Landkreis Sächsische Schweiz-Osterzgebirge) | Königstein (Sächs Schweiz)               |
| Krippen                    | 9. Juni 1850  | 31. Mai 1992                | S 1             | Hp  | 2   | 38 cm             |      | RV   |      | Bus |       | Bad Schandau-Krippen (Landkreis Sächsische Schweiz-Osterzgebirge)            | Krippen                                  |
| Kurort Rathen              | 1. Dez. 1897  | 31. Mai 1992                | S 1             | Bf  | 2   | 55 cm             |      | (RV) |      |     |       | Rathen (Landkreis Sächsische Schweiz-Osterzgebirge)                          | Kurort Rathen                            |
| Meißen                     | 1. Dez. 1860  | 31. Mai 1992                | S 1             | Bf  | 2   | 55 cm             |      | RV   |      |     |       | Meißen-Cölln (Landkreis Meißen)                                              | Meißen                                   |
| Meißen-Altstadt            | 30. Nov. 2013 | 30. Nov. 2013               | S 1             | Bft | 2   | 55 cm             |      | RV   |      | Bus |       | Meißen (Landkreis Meißen)                                                    | Meißen Altstadt                          |
| Meißen-Triebischtal        | 1. Okt. 1878  | 31. Mai 1992                | S 1             | Bft | 2   | 55 cm             |      | RV   |      |     |       | Meißen-Triebischtal (Landkreis Meißen)                                       | Meißen-Triebischtal                      |
| Muldenhütten               | 11. Aug. 1862 | 9. Dez. 2007                | S 3             | Hp  | 2   | 55 cm             |      | RV   |      |     |       | Hilbersdorf (Landkreis Mittelsachsen)                                        | Muldenhütten                             |
| Neusörnewitz               | 1. Dez. 1860  | 31. Mai 1992                | S 1             | Hp  | 2   | 55 cm             |      |      |      | Bus |       | Coswig (Landkreis Meißen)                                                    | Bahnhof Coswig                           |
| Niederbobritzsch           | 11. Aug. 1862 | 9. Dez. 2007                | S 3             | Hp  | 2   | 55 cm             |      | RV   |      |     |       | Bobritzsch-Hilbersdorf (Landkreis Mittelsachsen)                             | Hp Niederbobritzsch                      |
| Obervogelgesang            | 1870          | 31. Mai 1992                | S 1             | Hp  | 2   | 55 cm             |      |      |      |     |       | Pirna (Landkreis Sächsische Schweiz-Osterzgebirge)                           | Hp Obervogelsang                         |
| Pirna                      | 15. Okt. 1875 | 31. Mai 1992                | S 1 S 2         | Bf  | 4   | 55 cm / 38 cm     |      | RV   |      |     |       | Pirna (Landkreis Sächsische Schweiz-Osterzgebirge)                           | Pirna                                    |
| Radebeul-Kötzschenbroda    | 1840          | 31. Mai 1992                | S 1             | Hp  | 2   | 55 cm             |      |      |      | Bus |       | Radebeul-West (Landkreis Meißen)                                             | Radebeul-Kötzschenbroda                  |
| Radebeul Ost               | 29. Nov. 1860 | 31. Mai 1992                | S 1             | Bf  | 2   | 55 cm             |      | RV   |      | Bus |       | Radebeul-Ost (Landkreis Meißen)                                              | Radebeul Ost                             |
| Radebeul-Weintraube        | 19. Juli 1838 | 31. Mai 1992                | S 1             | Hp  | 2   | 55 cm             |      |      |      | Bus |       | Radebeul-Mitte (Landkreis Meißen)                                            | Radebeul-Weintraube                      |
| Radebeul-Zitzschewig       | 1. Mai 1901   | 31. Mai 1992                | S 1             | Hp  | 2   | 55 cm             |      |      |      |     |       | Radebeul-Zitzschewig (Landkreis Meißen)                                      | Radebeul-Zitzschewig                     |
| Schmilka-Hirschmühle       | 18. Juli 1905 | 31. Mai 1992                | S 1             | Hp  | 2   | 38 cm             |      | RV   |      |     | Fähre | Reinhardtsdorf-Schöna (Landkreis Sächsische Schweiz-Osterzgebirge)           | Schmilka-Hirschmühle                     |
| Schöna                     | 1. Jan. 1875  | 31. Mai 1992                | S 1             | Bf  | 2   | 38 cm             |      | RV   |      |     | Fähre | Reinhardtsdorf-Schöna (Landkreis Sächsische Schweiz-Osterzgebirge)           | Schöna                                   |
| Stadt Wehlen (Sachs)       | 9. Mai 1850   | 31. Mai 1992                | S 1             | Hp  | 2   | 55 cm             |      | (RV) |      |     |       | Stadt Wehlen (Landkreis Sächsische Schweiz-Osterzgebirge)                    | Stadt Wehlen (Sachs)                     |
| Tharandt                   | 28. Juni 1855 | 31. Mai 1992                | S 3             | Bf  | 3   | 55 cm             |      | RV   |      | Bus |       | Tharandt (Landkreis Sächsische Schweiz-Osterzgebirge)                        | Tharandt                                 |
| Langebrück                 | 1. Sep. 1847  | 11. Dez. 2021               | S 8             | Hp  | 2   | 55 cm             |      | RV   |      | Bus |       | Langebrück (Dresden)                                                         | Ehemaliges Empfangsgebäude Langebrück    |
| Radeberg                   | 1. Sep. 1847  | 11. Dez. 2021               | S 8             | Bf  | 2   | 55 cm             |      | RV   |      | Bus |       | Radeberg (Landkreis Bautzen)                                                 | Bahnhof Radeberg mit Triebwagen der DB   |
| Kleinröhrsdorf             | 30. Sep. 1871 | 11. Dez. 2021               | S 8             | Hp  | 1   | 38 cm             |      |      |      | Bus |       | Großröhrsdorf, Ortsteil Kleinröhrsdorf (Landkreis Bautzen)                   |                                          |
| Großröhrsdorf              | 30. Sep. 1871 | 11. Dez. 2021               | S 8             | Hp  | 1   | 55 cm             |      |      |      | Bus |       | Großröhrsdorf (Landkreis Bautzen)                                            | Ehemaliges Bahnhofsgebäude Großröhrsdorf |
| Pulsnitz-Süd               | 13. Dez. 2015 | 11. Dez. 2021               | S 8             | Hp  | 1   | 55 cm             |      |      |      |     |       | Pulsnitz (Landkreis Bautzen)                                                 | Hp Pulsnitz-Süd                          |
| Pulsnitz                   | 30. Sep. 1871 | 11. Dez. 2021               | S 8             | Bf  | 2   | 55 cm             |      |      |      | Bus |       | Pulsnitz (Landkreis Bautzen)                                                 | Bf Pulsnitz                              |
| Bischheim-Gersdorf         | 30. Sep. 1871 | 11. Dez. 2021               | S 8             | Hp  | 1   | 34 cm             |      |      |      | Bus |       | Haselbachtal (Landkreis Bautzen)                                             | Hp Bischheim-Gersdorf                    |
| Kamenz (Sachs)             | 30. Sep. 1871 | 11. Dez. 2021               | S 8             | Bf  | 2   | 55 cm / 34 cm     |      |      |      | Bus |       | Kamenz (Landkreis Bautzen)                                                   | Bf Kamenz                                |
| Arnsdorf (bei Dresden)     | 1. Sep. 1847  | 11. Dez. 2021               | S 8             | Bf  | 3   | 55 cm / 38 cm     |      | RV   |      | Bus |       | Arnsdorf(Landkreis Bautzen)                                                  | Bf Arnsdorf                              |